# F·W·穆瑙
弗里德里希·威廉·穆瑙（德語：Friedrich Wilhelm Murnau、1888年12月28日—1931年3月11日）是默片時代最有影響力的導演之一，出生於德國，後來前往好萊塢發展。

## 生平
1888年生於德意志帝國比勒費爾德，原名弗里德里希·威廉·普伦佩（Friedrich Wilhelm Plumpe），七岁之后搬到卡塞尔，并在那里长大。他有两个兄弟，伯恩哈德和罗伯特，还有两个同父异母的姐姐，伊达和安娜。他妈妈奥蒂莉·福尔布拉赫特是他父亲海因里希·普伦佩的第二个妻子。海因里希·普伦佩是德国西北部一家制衣厂的老板 。他们的别墅常常被改造成舞台，上演穆瑙导演的小戏剧。他12岁就已阅读过叔本华、尼采、莎士比亚和易卜生的戏剧了。
弗里德里希·威廉·普倫佩後來改名為穆瑙（Murnau），名稱是來自一座巴伐利亞小鎮施塔弗尔湖畔穆尔瑙，他曾在此住過一陣子。
穆瑙在柏林大学学习语言学，后来在海德堡大學攻讀艺术史和文学。导演馬克斯·萊因哈特在学校的一次学生表演中看中了他，并决定邀请他去自己的演员学校。不久后他成为弗兰茨·马尔克、拉斯克-许勒和漢斯·艾倫鮑姆-德格勒的朋友。
一戰期間曾從軍參戰，並於戰後1919年拍攝了第一部電影作品《穿藍衣的男孩》。
1926年時，穆瑙前往美國好萊塢發展，拍下了《日出》等經典名片。

## 車禍去世
1931年3月10日，即電影《禁忌》上映前一周，F·W·穆瑙駕駛一輛租來的帕卡德旅行車，沿著太平洋海岸公路從加州洛杉磯出發。F·W·穆瑙的貼身男僕埃利亞扎·加西亞·史蒂文森（Eliazar Garcia Stevenson）為了避開一輛意外轉向北行的卡車而急轉彎。汽車撞上路堤後翻車，車內所有人員都被拋出車外。F·W·穆瑙頭部受傷，隔天在聖塔芭芭拉醫院去世。
1931年3月19日，好萊塢路德教會為F·W·穆瑙舉行了追悼會。他的遺體被運往德國 ，4月13日被安葬在柏林附近的施塔恩斯多夫西南公墓。參加他第二次葬禮的人有羅伯·佛萊厄提、埃米爾·傑寧斯和弗里茨·朗，他們致了悼詞。葛麗泰·嘉寶請人製作了一個F·W·穆瑙的死亡面具，在好萊塢工作期間，她一直把它放在自己的桌子上。
2015年7月，F·W·穆瑙的墳墓被人闖入，遺體遭到翻動，頭骨被不明的人士偷走。

## 主要作品
| 年分 | 電影                    | 電影                                   |
| 年分 | 譯名                    | 原名                                   |
| ---- | ----------------------- | -------------------------------------- |
| 1919 | 《穿藍衣的男孩》        | Der Knabe in Blau                      |
| 1920 | 《駝背人與舞女》        | Der Bucklige und die Tänzerin          |
| 1920 | 《魔王》                | Satanas                                |
| 1920 | 《兩面神的頭》          | Der Januskopf                          |
| 1920 | 《夜晚‐深夜‐清晨》      | Abend - Nacht - Morgen                 |
| 1921 | 《古堡驚魂》            | Schloß Vogelöd                         |
| 1921 | 《欲望》                | Sehnsucht                              |
| 1921 | 《夜中行》              | Der Gang in die Nacht                  |
| 1922 | 《女走私犯瑪麗莎》      | Marizza, genannt die Schmugglermadonna |
| 1922 | 《不死殭屍—恐慄交響曲》 | Nosferatu, eine Symphonie des Grauens  |
| 1922 | 《魅影》                | Phantom                                |
| 1922 | 《燃燒的大地》          | Der brennende Acker                    |
| 1923 | 《驅逐》                | Die Austreibung                        |
| 1924 | 《最卑賤的人》          | Der letzte Mann                        |
| 1924 | 《公爵的錢財》          | Die Finanzen des Großherzogs           |
| 1925 | 《塔度夫》              | Herr Tartüff                           |
| 1926 | 《浮士德》              | Faust                                  |
| 1927 | 《日出》                | Sunrise                                |
| 1928 | 《四魔鬼》              | 4 Devils                               |
| 1930 | 《都市女郎》            | City Girl / Our Daily Bread            |
| 1931 | 《禁忌》                | Tabu: A Story of the South Seas        |

## 後世
2000年，E·艾利亞·梅希曾根據穆瑙導演《不死殭屍—恐慄交響曲》時的經歷拍攝了一部電影，名為《我和殭屍有份合約》；在該片中，穆瑙由尊·麥高維治扮演，而梅希更假設穆瑙為了電影的真實感，竟然請來了真正的吸血鬼來飾演主角。

## 外部連結
- F.W.穆瑙基金會 （页面存档备份，存于）
- F·W·穆瑙在互联网电影资料库（IMDb）上的資料（英文）